# 葛雷伯·托雷斯
葛雷伯·大衛·托雷斯·卡斯楚 （英語：Gleyber David Torres Castro, 1996年12月13日—），為美國職棒大聯盟的二壘手，目前效力於底特律老虎。他先前曾效力於紐約洋基。

## 職業生涯

### 小聯盟時期
托雷斯在2013年以170萬美金的簽約獎金和芝加哥小熊簽下合約，在2014年他加入小熊隊的小聯盟體系。在這一年他出場了50場的比賽，繳出0.297/0.386/0.440的打擊三圍成績，並且擊出了2發全壘打。2015年，托雷斯在126場比賽487個打數裡，繳出0.287/0.346/0.376的打擊三圍成績，並且擊出2發全壘打和64分打點的成績。
2016年7月的時候，小熊隊以托雷斯、亞當·華倫、比利·麥金尼和Rashad Crawford等4人向紐約洋基交易阿羅魯迪斯·查普曼，托雷斯成為了洋基隊的1員，然後在洋基隊的小聯盟系統坦帕洋基開始了他新的職業生涯。在2016年，托雷斯繳出了0.270/0.354/0.421的打擊三圍成績，並且擊出了11發全壘打和66打點的不俗成績。美國棒球雜誌公布的新秀裡面，托雷斯是洋基隊的頭號新秀，2017年百大新秀裡面排名第15位，可見其是非常有天賦的球員。
2017年托雷斯獲邀參與了洋基隊的春訓，在28個打數裡面繳出0.448打擊率和2發全壘打的成績。今年球季托雷斯在小聯盟2A開始了他的球季。4月的時候托雷斯旋轉肌群受傷進入7天傷兵名單，5月的時候球隊將托雷斯升上3A。在6月的時候，托雷斯在3A在比賽中頭部在前撲本壘時受傷，經檢查後確認左手肘韌帶撕裂受傷，在6月19日的時候進行尺骨附屬韌帶重建術手術，整季報銷，洋基隊總管凱許曼說：「這令人洩氣，我們失去了3個月的寶貴時間」「球員必須在幾分之一秒的時間做出決斷，有些人的直覺反應就是頭部滑壘。雖然我很不贊成，但這總是會發生」。這一年托雷斯打擊三圍為0.287/0.383/0.480，並且有7發全壘打和34分打點得成績，雖因傷出賽場次不多，但是依然繳出不俗的成績。在球季結束後洋基隊將托雷斯加入40人名單中。

### 紐約洋基
2018年4月22日洋基將托雷斯升上大聯盟，這一天在主場對多倫多藍鳥的比賽就安排擔任先發的二壘手，初次上大聯盟托雷斯4個打數沒有擊出任何1支安打。在下一場對明尼蘇達雙城的比賽中，托雷斯擊出了他在大聯盟的第1支安打。5月4日對克里夫蘭印第安人的比賽，托雷斯從投手喬許·湯姆林手中擊出了大聯盟生涯的第1支全壘打，成為了1969年John Ellis以來，洋基隊史最年輕擊出全壘打的球員。5月6日對印地安人隊的比賽，托雷斯從投手Dan Otero手中擊出了生涯的第1支再見全壘打，幫助球隊以7：4獲勝。5月21日對德州遊騎兵的比賽中，托雷斯單場擊出了2發全壘打，這是他大聯盟生涯第1次單場至少有2支全壘打的比賽，最後也幫助球隊10：5獲勝。5月25日對洛杉磯天使的比賽中，托雷斯擊出全壘打，這也是他連續第4場比賽擊出全壘打，托雷斯以21歲又163天的年紀打破了美國聯盟最年輕連續4場比賽擊出全壘打的紀錄。5月27日，托雷斯以0.368/0.429/1.158打擊三圍，5發全壘打和9分打點的成績獲得了獲得了單周MVP獎項。5月29日對休士頓太空人的比賽中，托雷斯在延長比賽中擊出了再見安打。5月以0.317/0.374/0.659打擊成績和9發全壘打及24分打點的成績，獲得了單月最佳新人的獎項。7月4日，托雷斯右腳受傷進入了10天傷兵名單，他以0.294打擊率、15發全壘打和42分打點的成績獲選進入 2018年全明星賽，是他生涯的第1次。

## 軼事及其他
- 2024年6月25日作客於紐約花旗球場的比賽，托雷斯在第8局二人出局時上場打擊，在擊出游擊方向的軟弱滾地球之後，並未全力跑向一壘。這點如同他的洋基隊前輩羅賓森·坎諾，遭到紐約球迷不留情面的批評[26]。當時，洋基總教練亞倫·布恩選擇為他開脫，稱托雷斯「因傷無法全力發揮」。然而類似的情節在8月再次出現時，他不得不將托雷斯替換下場，托雷斯則表示理解總教練的做法[27]。

## 個人生活
托雷斯於2014年在家鄉加拉加斯遇見了他的長期女友伊麗莎白，並於2017年4月結婚。自小聯盟以來，她一直是他的大力支持。托雷斯並且在2022年與他的女友伊麗莎白有了第一個孩子。

## 外部連結
- 葛雷伯·托雷斯在美國職棒官網（英语）
- 葛雷伯·托雷斯在Baseball-Reference.com（大聯盟）（英语）
- 葛雷伯·托雷斯在Baseball-Reference.com（小聯盟以及海外聯盟）（英语）
- 葛雷伯·托雷斯在ESPN（MLB）（英语）
- 葛雷伯·托雷斯在FanGraphs.com（英语）
- 葛雷伯·托雷斯在Retrosheet（英语）
- 葛雷伯·托雷斯在The Baseball Cube（英语）
- Gleyber Torres的Instagram帳戶